# Cornetto (marque)
Pour les articles homonymes, voir Cornetto.
Cornetto est une marque de crème glacée d'origine italienne, créée en 1959, appartenant au groupe néerlando-britannique Unilever.

## Histoire
En 1959, le fabricant napolitain de glace Spica invente une recette à base d'huile, de sucre et de chocolat qui, appliquée en couche à l'intérieur du cornet gaufré, permet de l'isoler de la glace et donc de maintenir sa texture plus longtemps ; il fait enregistrer le nom, Cornetto, en 1960. Les ventes restent faibles jusqu'à ce que, en 1976, Unilever rachète Spica et commercialise la marque dans toute l'Europe.

## Produits
La gamme Cornetto se compose de cornets de crème glacée, commercialisée au sein des filiales glaces d'Unilever, qui portent divers noms suivant les pays : Motta (jusqu'en 1994), puis Miko en France, Frigo en Espagne, Langnese en Allemagne, Algida en Italie...

## Dans la culture
Des glaces Cornetto sont des accessoires récurrents de la Blood and Ice Cream Trilogy réalisée par Edgar Wright.